# USS Skate (SS-305)
Za druga plovila z istim imenom glejte USS Skate.
USS Skate (SS-305) je bila jurišna podmornica razreda balao v sestavi Vojne mornarice Združenih držav Amerike.